# Chevrolet Marajó
Marajó é a versão station wagon (perua) do Chevette, produzida no Brasil pela General Motors. Foi a versão brasileira do Opel Kadett Caravan (com base no Kadett "C"), produzido na Europa. A versão brasileira teve 78067 modelos vendidos do começo ao fim de sua fabricação. Foi fabricada nas versões L (Luxo), SL (Super Luxo), SE (Special Edition) e SL/E (Super Luxo Especial). Foi equipada com motores de 1,4 e 1,6 litro de cilindrada, tendo gasolina ou álcool como combustível. Sua produção iniciou-se em 1980.
Com a chegada da quinta geração alemã do Kadett ao Brasil  (com base no Kadett "E"), veio também a perua dessa geração, batizada de Ipanema, o que fez com que a produção da Marajó fosse encerrada em 1989.

## História
A Opel lançou a perua Kadett C Caravan em 1973. Posteriormente as demais empresas ligadas à Genera Motors produziram suas peruas baseadas na plataforma T do Chevette:
| Peruas lançadas com base na plataforma Chevette | Peruas lançadas com base na plataforma Chevette | Peruas lançadas com base na plataforma Chevette | Peruas lançadas com base na plataforma Chevette |
| ----------------------------------------------- | ----------------------------------------------- | ----------------------------------------------- | ----------------------------------------------- |
| Opel Caravan (1973)                             | Vauxhall Chevette (1976)                        | Holden Gemini TD (1978)                         |                                                 |
|                                                 |                                                 |                                                 |                                                 |

Apesar da expectativa da General Motors do Brasil (GMB) lançar o modelo no Brasil, a empresa preferiu focar esforços no lançamento da perua Opala. Batizada Caravan, a nova perua foi lançada em 1975. Naquele momento o mercado de peruas era composto pelo Volkswagen Variant (lançado em 1969) e Ford Belina (lançado em 1970). Apesar de possuir maior porte, a Caravan não conseguiu obter a liderança do mercado, dominado pela Belina.
Em maio de 1977 a GMB importou algumas peruas Opel Caravan para testes e avaliação do modelo no Brasil. Apesar da revista Quatro Rodas ter anunciado em sua edição de junho de 1977 o lançamento do novo modelo para o segundo semestre daquele ano,  a GMB desmentiu a publicação e anunciou que a avaliação e testes das peruas Chevette levariam dois anos até o novo modelo ser aprovado. O objetivo da GMB era o de ocupar o espaço deixado pela aposentadoria da Volkswagen Variant no final de 1977. 
O lançamento da perua Chevette foi novamente anunciado pela imprensa para outubro de 1978. A perua não foi lançada, sendo testada ainda em abril de 1979 pela GMB.. O grande atraso da GMB permitiu a FIAT brasileira projetar, testar e lançar a perua derivada do modelo 147 antes da perua Chevette.

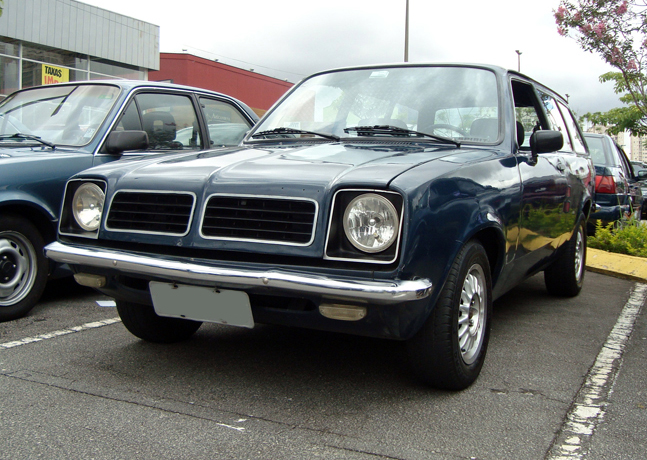
Primeira versão da Marajó (1980-1982).

A perua Chevrolet foi lançada em outubro de 1980, sendo batizada Marajó. Inicialmente era oferecida com motor de quatro cilindros de 1.4 litro e 68 CV (gasolina) e 69 CV (etanol). Em 1982 passou por reestilização e recebeu o motor 1.6 litro e nova frente. Naquele ano a Marajó obteve o maior número de unidades fabricadas, com 13394 veículos.
Com uma contínua queda nas vendas, a Marajó passou a receber cada vez menos publicidade à partir de 1984 (quando foi o único modelo não citado em um anúncio da Linha Chevrolet para 1985). Ao mesmo tempo, foram lançados o Volkswagen Parati (1982) e o Fiat Elba (1985). Comparado aos novos modelos, o projeto da Marajó era antigo e demonstrava sinais de envelhecimento. A Marajó perdia em vendas até mesmo para a Ford Belina (cujo modelo existente estava em produção desde 1978). Em setembro de 1989 a GMB encerrou a linha de produção da Marajó para abrir espaço ao novo Chevrolet Ipanema.
| Produção do Chevette Marajó (1980-1989) | Produção do Chevette Marajó (1980-1989) | Produção do Chevette Marajó (1980-1989) | Produção do Chevette Marajó (1980-1989) | Produção do Chevette Marajó (1980-1989) | Produção do Chevette Marajó (1980-1989) | Produção do Chevette Marajó (1980-1989) | Produção do Chevette Marajó (1980-1989) | Produção do Chevette Marajó (1980-1989) | Produção do Chevette Marajó (1980-1989) |
| 1980                                    | 1981                                    | 1982                                    | 1983                                    | 1984                                    | 1985                                    | 1986                                    | 1987                                    | 1988                                    | 1989                                    |
| --------------------------------------- | --------------------------------------- | --------------------------------------- | --------------------------------------- | --------------------------------------- | --------------------------------------- | --------------------------------------- | --------------------------------------- | --------------------------------------- | --------------------------------------- |
| 4 129                                   | n/d                                     | 13 394                                  | 7 443                                   | n/d                                     | n/d                                     | 8 209                                   | 6 135                                   | 7 031                                   | 5 188                                   |